# Pulsar (Album)
 Pulsar ist ein Jazzalbum von William Parker, Hugo Costa und Philipp Ernsting. Die am 11. Oktober 2023 im Studio Codarts in Rotterdam entstandenen Aufnahmen erschienen am 4. Oktober 2024 auf NoBusiness Records.

## Hintergrund
Der portugiesische, in Rotterdam lebende Altsaxophonist Hugo Costa arbeitet bevorzugt im Format des Trios. Als er hörte, dass der amerikanische Bassist William Parker Rotterdam besuchen wollte, lud er ihn ein zu einer gemeinsamen Aufnahmesession mit dem deutschen Schlagzeuger Philipp Ernsting, mit dem er in verschiedenen Trios arbeitet und der ebenfalls in Rotterdam lebt.

## Titelliste
- William Parker / Hugo Costa / Philipp Ernsting: Pulsar (NoBusiness Records NBCD 172)[2]

1. Pulsar 22:36
2. Fogo em Escalada 16:25
3. Words of Freedom 10:32

## Rezeption

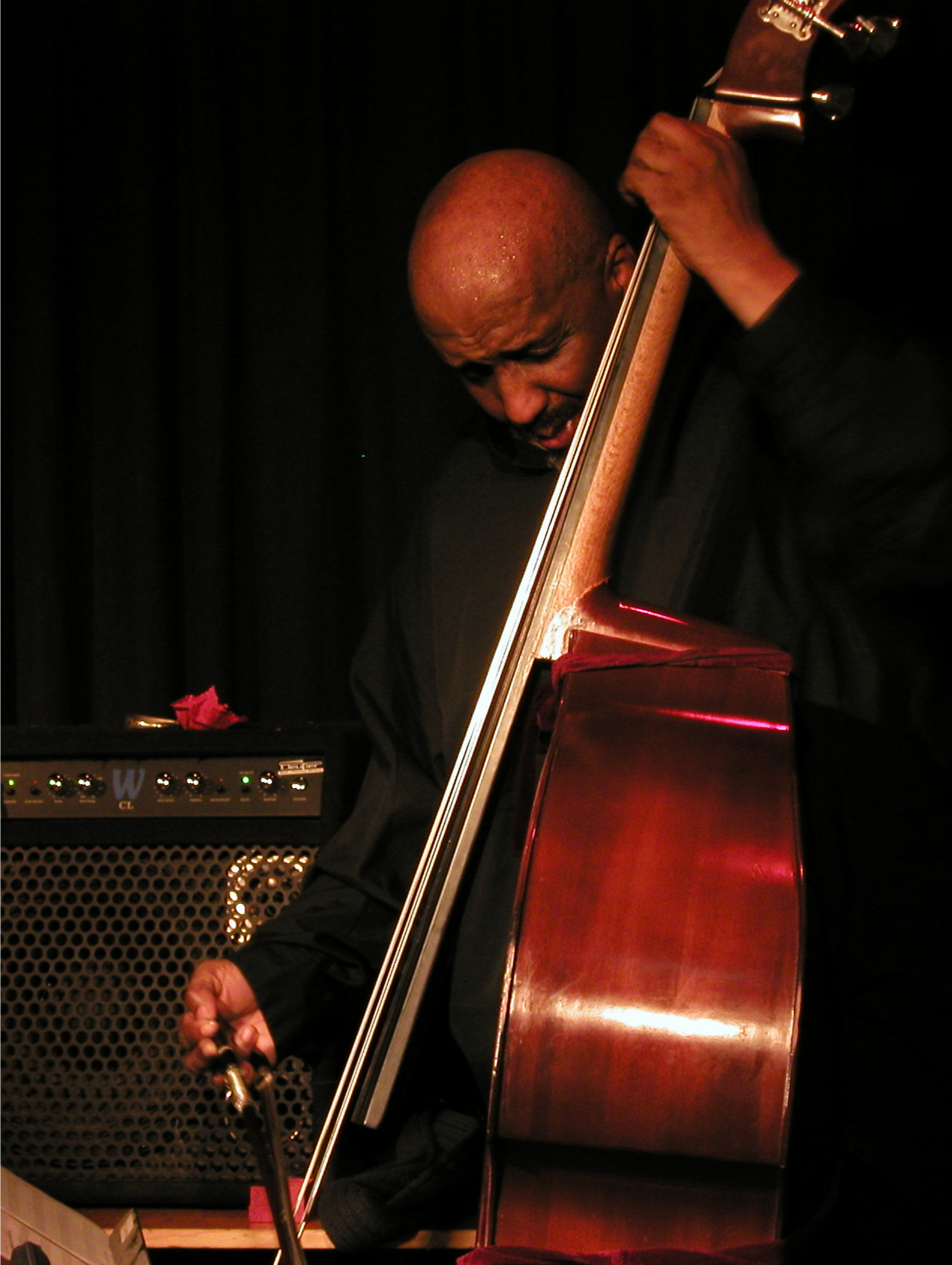
William Parker (2008)

Nach Ansicht von John Sharpe, der das Album in All About Jazz rezensierte, können sich Costa und Ernsting mehr als behaupten. Dieses Treffen sei jedoch bemerkenswert, da Parker sich in einer unbeschwerten, freien Umgebung präsentiere, in der er den Scharfsinn zeigt, den er sich durch die Leitung solcher Sessions mit Bläsern seit fast fünf Jahrzehnten angeeignet habe. Costa und Ernsting würden von der Harmonie profitieren, die sich aus ihres mehr als zehn Jahren gemeinsamen Musizierens ergebe, sowohl als Duo als auch in Trios wie Anticlan und Albatore. Der Saxophonist bewege sich in der Welt der expressiven Freiheit nach Albert Ayler und verfolge oft eine kantige, vorwärts gerichtete Richtung, während er die Grenzen auslote, sei es mit scharfsinnigen Schattierungen oder klagendem Falsett.
Der Schlagzeuger hingegen würde auf eine Tradition zurückgreifen, die die Klangfarben von Paul Lovens und Tony Oxley umfasst, manchmal verbunden mit einer Reihe rhythmischer Provokationen, die eines Paul Lytton würdig wären, so Sharpe weiter. Auf den drei ausgedehnten, ausgefallenen Stücken teile das Trio ein egalitäres Ethos, das sich in einer Reihe aufnahmebereiter, fast entspannter Dialoge manifestiere. Ernsting setze sinnvollerweise gerade genug Akzente und Unterstützung, um die Dynamik aufrechtzuerhalten, ohne die unterirdische Kraft des Bassisten zu verdecken.
Es wäre sinnlos, zu versuchen, mit allem Schritt zu halten, was William Parker produziere, meinte Nick Ostrum (Squid’s Ear). Dennoch sei er aus gutem Grund der gefragte Bassist unserer Zeit, so dass sich dieses Unterfangen selbst dann lohnen würde, wenn ihm kein voller Erfolg beschieden wäre. Wer auf einem Album Parker als Mitwirkenden sehe, könne davon ausgehen, dass mindestens die Hälfte der Rhythmusgruppe außergewöhnlich sein werde. Doch auch Ernsting und Costa enttäuschten nicht: Dieses Trio funktioniere nicht nur wegen Parkers Arbeit, sondern auch, weil Ernsting und Costa sich behaupten könnten. Wenn man auf die kosmischen Implikationen des Titels zurückzukäme, könne man sich diese Veröffentlichung wie einen Satelliten vorstellen, der einen Pulsar aus der Ferne beobachte. „Er kommt ihm nie so nahe, dass er verglüht, sondern kartiert die Eruptionen und Glut um den Stern herum in lebhaften Aufzeichnungen, bevor er wieder an seinen einsamen, aber einladenden Ausgangspunkt zurückkehrt.“